# Der Herr der Karawane
Der Herr der Karawane ist ein iranisch-amerikanisches Abenteuerdrama aus dem Jahr 1978 unter der Regie von James Fargo nach dem Roman Karawanen der Nacht (Caravans, 1963) von James A. Michener aus dem Jahr 1963. Das Drehbuch schrieb Nancy Voyles Crawford. Der Film zeigt die Menschen in Afghanistan und ihre Traditionen in den Städten Qandahar und Badakhshan zu dieser Zeit sowie das Volk der Kutschi in Afghanistan. Gedreht wurde der Film in Afghanistan und im Iran.

## Handlung
Die Geschichte spielt in dem fiktiven nahöstlichen Land Zadestan im Jahr 1948. Mark Miller ist in der amerikanischen Botschaft in der fiktiven Stadt Kashkhan stationiert und erhält den Auftrag, das Verschwinden einer jungen Frau, Ellen Jasper, Tochter eines amerikanischen Senators, aufzuklären, die nach ihrer Hochzeit mit Colonel Nazrullah vor einigen Monaten verschwunden ist. Nazrullah, der verzweifelt nach ihr sucht, wird abwehrend, als Miller nach ihr fragt. Laut Gesetz hat Ellen ihre Rechte als US-Bürgerin aufgegeben, als sie seine Frau wurde. Miller führt sie zu einer Nomadenbande, die von Zulffiqar angeführt wird und illegale Waffen schmuggelt. Sie will nicht gehen, weil sie sich von ihren Eltern und ihrem Mann entfremdet hat. Miller will nicht zurückkehren, ohne zu beweisen, dass sie lebt und gesund ist. Nazrullah stellt den Waffenschmugglern eine Falle. Er trennt Miller von den Nomaden und fordert seine Frau auf, zu ihm zurückzukehren. Schließlich gibt Ellen Miller einen Zettel für ihre Familie. Als die Nomaden abziehen, befiehlt Nazrullah seinen Truppen, auf sie zu schießen, und Ellen wird bei dem Versuch, ein Kind zu retten, getötet. Ein untröstlicher Nazrullah nimmt den Leichnam seiner toten Frau mit.

## Produktion
Im MGM-Featurette Lionpower von 1967 wurde der Film als eine von vielen zukünftigen Attraktionen angepriesen, die sich damals in der Entwicklung befanden. MGM zog sich später aus dem Verleih des Films zurück. Später wurde der Film von Universal vertrieben.

## Musik
Die von Mike Batt komponierte Filmmusik war das erfolgreichste Element des Films, und das Album war noch viele Jahre nach der Veröffentlichung des Films ein Bestseller. Das instrumentale Hauptthema „Theme From Caravans“ wurde häufig in den Medien verwendet, z. B. von der ostdeutschen Eiskunstläuferin Katarina Witt, die damit die Weltmeisterschaft gewann, oder vom Phantasialand, wo es jahrelang in der Themenfahrt Gondelbahn 1001 Nacht zu hören war. Der Song „Caravan Song“ wurde von Mike Batt geschrieben und von der britischen Sängerin Barbara Dickson gesungen. Er erreichte Platz 41 in den britischen Charts und ist auf ihrem Album All for a Song enthalten.

## Kritiken
Harold C. Schonberg von der New York Times kritisierte den Film als „falsches Epos“ und fügte hinzu. „Er hat eine erfundene Handlung, die auf dem Roman von James Michener basiert, er hat schlechte Schauspieler, er hat unglaublich schwachsinnige Dialoge und er hat jedes Klischee aus den Büchern, einschließlich eines Endes, in dem die Karawane in den Sonnenuntergang zieht. Sogar ein so zuverlässiger Schauspieler wie Anthony Quinn sieht idiotisch aus; er zeigt sein Macho-Gehabe durch Grunzen und Nuscheln, und gelegentlich hat er einen seltsamen Gesichtsausdruck, der andeutet, was er wirklich von dem ganzen Unsinn hält“.
Variety schrieb: „Das Hauptproblem von Der Herr der Karawane sind nicht die Iraner, es ist Hollywood. Fast jeder gefälschte Moment in dem Film, und davon gibt es viele, hat einen Hauch von Hollywood. Wenn man die Amerikaner weglässt, hat man vielleicht keinen so glatten Film, aber vielleicht einen ehrlicheren“.
Roger Ebert von der Chicago Sun-Times gab dem Film zwei von vier Sternen und schrieb, er sei „langsam und offensichtlich und am Ende ziemlich sinnlos“, aber „an einem langsamen Sonntagnachmittag, an dem man noch viel Zeit hat, bevor der Braten fertig ist, könnte Der Herr der Karawane auf seine Weise Spaß machen“.
Gene Siskel von der Chicago Tribune bewertete den Film mit 1 von 4 Sternen und nannte ihn „ein durch und durch lächerliches Wüstenabenteuer“, in dem die Beziehung zwischen Quinn und O’Neill „zu kurz kommt“ und dem Film „eine nennenswerte Actionszene fehlt. Erst ganz am Ende kommt es zu einer Art Kampf. Aber Regisseur James Fargo ... dreht diese Szenen in langweiligen Zwischeneinstellungen. Sie sind so aufregend, als wären sie mit Modellen im Sandkasten gedreht worden“.
Kevin Thomas von der Los Angeles Times nannte den Film „ein mitreißendes, groß angelegtes romantisches Epos, das durch einige wirklich schreckliche Dialoge getrübt wird. Trotz all der visuellen Pracht und des großen Abenteuers, das diese Universal-Veröffentlichung zu bieten hat, wird sie wahrscheinlich nur die anspruchslosesten (oder nachsichtigsten) Zuschauer unterhalten“.
Gary Arnold von der Washington Post schrieb: „Der Herr der Karawane kann von Glück reden, wenn er als teurer Flop in Erinnerung bleibt ... Ironischerweise wird die Leere des Films durch den Kontrast zwischen der traurigen, faden Handlung und den weiten, majestätischen Landschaften noch verstärkt. Der Herr der Karawane ist zu lethargisch, um von den fotogenen Vorzügen einer beeindruckenden Landschaft gerettet zu werden“.
Tim Pulleine vom Monthly Film Bulletin schrieb: „Ellens doppelte Abtrünnigkeit bleibt entschieden undramatisiert, und die Nebenhandlung des Waffenschmuggels wird hauptsächlich auf ein paar kryptische Verweise auf Off-Action reduziert. Der Film wird so zu einer ermüdenden Übung in Anti-Klimax“.